# 티베리우스 클라우디우스 폼페이아누스
티베리우스 클라우디우스 폼페이아누스 (Tiberius Claudius Pompeianus, 125년경 – 193년)는 서기 2세기 로마 제국에서 활동했던 정치인이자 지휘관이다. 마르쿠스 아우렐리우스 황제 시기의 장군이었던 폼페이아누스는 파르티아 및 마르코만니족 등과의 전쟁에서 유명해졌다. 그는 마르쿠스 아우렐리우스의 딸인 루킬라와의 혼인으로 황제 일가의 일원이 되었고, 마르쿠스 아우렐리우스 집권기 동안 핵심 인물이었다. 폼페이아누스는 세 차례나 황제 자리에 오를 것을 제의받았으나, 모두 거절한 바 있었다.

## 어린 시절
시리아의 안티오키아 토박이였던, 폼페이아누스는 상대적으로 변변찮은 출신이었다. 그의 아버지는 기사 계급이었다. 이름에서 나타났듯이, 그의 가문은 클라우디우스 황제 시기에 처음으로 로마 시민권을 얻었다. 폼페이아누스는 '노부스 호모' (신참)로, 가문 일원 중에 처음으로 원로원 의원 자리에 오른 이었다.
폼페이아누스의 초기 생애 대부분은 역사에서 사라진 상태이다. 그는 루키우스 베루스 황제의 지휘 하에 아마 군단장 자격으로 로마-파르티아 전쟁 (161년-166년)에 참전했었다. 파르티아 전쟁에 앞서 어느 시기에, 그는 원로원 의원 신분으로 승격하였다. 그는 이 전쟁 기간 뛰어난 활약을 펼쳤고, 162년 남은 기간 보좌 집정관으로 임명되었다.

## 마르코만니 전쟁
파르티아 전쟁을 마친 뒤, 마르쿠스 아우렐리우스 황제는 그를 다뉴브강을 따라 형성되어 있던 로마 제국의 북쪽 국경에 판노니아 인페리오르의 군사 총독으로 임명하였다. 그는 164년부터 168년까지 복무했던 것으로 보인다. 166년 말 혹은 167년 초에, 랑고바르드족 6,000명이 판노니아를 침입했었다. 폼페이아누스는 상대적으로 쉽게 이 침입을 격퇴시켰지만, 이는 거대한 규모의 야만족 침입의 시작이었다.
167년 말에, 마르코만니족이 판노니아를 넘어서서 제국을 침입했다. 마르쿠스 아우렐리우스와 루키우스 베루스는 야만족들을 댜뉴브강 너머로 몰아내기 위한 원정을 계획하였으나, 안토니누스 역병으로 인해, 이 원정은 168년 초까지 연기되었다. 폼페이아누스의 도움을 받아, 두 황제는 마르코만니족을 몰아낼 수 있었다. 폼페이아누스의 군사적 역량은 마르쿠스 아우렐리우스의 신임을 가져다주었고 그는 빠르게 황제의 가까운 조언가 중 한 명이 되었다.
황제들이 아퀼레이아에 있는 동계 진지로 돌아오고 나서, 루키우스 베루스는 병에 걸리게 되었고 169년 1월에 사망하고 말았다. 마르쿠스 아우렐리우스는 자신의 딸이자 베루스의 미망인, 루킬라를 폼페이아누스와 혼인하도록 주선하였다. 이제는 황제의 사위 신분인 폼페이아누스는 네르바-안토니누스 왕조의 일가가 되었다. 아우렐리우스 황제는 심지어 그와 그의 후계자에게 '부제'를 부여하려 했으나, 폼페이아누스가 이 직위를 거절하였다. 대신에 폼페이아누스는 마르코만니 전쟁 기간 황제의 최고 사령관으로 승진하여 복무했다. 그의 지휘 하에서, 추방당했던 원로원 의원이자 파르티아 전쟁 당시 동료였던 페르티낙스를 다시 불러들여 부관으로 합류시켰다.
마르코만니 전쟁 기간 폼페이아누스의 성공은 그를 더욱 유명하게 하였고, 아우렐리우스 황제는 173년에 두 번째 집정관 직무를 부여하는등으로 보상하였다. 그는 다뉴브 유역에서 일어난 다수의 군사 작전에 참전했고 마르쿠스 아우렐리우스가 죽은 뒤에도 여기에 머물렀다.

## 콤모두스 시기
마르쿠스 아우렐리우스는 서기 180년에 사망했고, 그의 18세 아들이자 폼페이아누스의 처남 콤모두스가 황제로 선포되었다. 폼페이아누스는 마르코만니족 정복을 완수하기 위해 다뉴브 국경에 콤모두스가 남아있어야 한다고 설득했으나, 콤모두스는 180년 가을에 로마로 복귀하였다.
어린 황제와 노장 간의 관계는 빠르게 악화되었다. 182년에, 폼페이아누스의 아내이자 콤모두스의 누이인 루킬라는 콤모두스에 대한 암살 계획을 꾸몄으나 실패하고 말았다. 콤모두스는 루킬라를 비롯해 연루된 가족들을 처형하였으나, 폼페이아누스는 이 계획에 참여하지 않았었고 처벌에서 면해졌다. 암살 사건 이후, 폼페이아누스는 노령의 나이를 이유로 들어 공직에서 물러났고, 이탈리아에 있는 영지로 은퇴했다. 그는 나이와 눈의 질병을 핑계로 로마에서 떨어진 교외에서 생애 대부분을 보냈다.

## 생애 말년
콤모두스가 서기 192년에 친위대원에게 암살을 당하고 말았다. 폼페이아누스는 콤모두스에 대한 암살 모의가 성공하자 다시 한번 로마로 복귀하여, 원로원에 있던 그의 자리로 돌아갔다.
당시 로마시의 프라이펙투스 우르비였던 페르티낙스가 폼페이아누스에게 황제 자리를 제안했으나, 그가 거절하였다. 그러자 친위대는 페르티낙스를 새로운 황제로 선포하였지만, 이들은 오랜 기간 규율이 잡혀있지 않던 자신들에게 명령을 내리려하자 87일 만에 그를 암살하였다. 원로원 의원 디디우스 율리아누스는 자신을 황제로 선포해달라고 친위대를 매수하였으나, 그가 갖고 있던 병력들 내에서 지지를 얻는 데는 어려움을 겪었다. 필사적인 시도로, 율리아누스는 폼페이아누스에게 자신과 공동 황제가 되어 달라 요청했다. 폼페이아누스는 많은 나이와 시력 문제를 이유로 다시 한번 거절하였다. 율리아누스는 집권 66일 만에 셉티미우스 세베루스의 명으로 처형당했다.
폼페이아누스는 193년 어느 시기에 사망한 것으로 보인다.
그의 자녀들은 마르쿠스 아우렐리우스의 손주들이었기에 장성하여 주요 가문의 일가로 번성하였다. 이 유산은 위험을 띠기도 했는데, 새롭게 집권한 세베루스 왕조가 이들을 잠재적 경쟁자로 볼 수 있었기 때문이었다. 폼페이아누스의 아들인 아우렐리우스는 209년에 집정관을 지냈으나, 이후에 카라칼라의 선동으로 암살당하였다. 폼페이아누스의 이후 후손들은 231년과 241년에 집정관을 지냈다.

## 비문 자료
1. ↑  《CIL》 XVI, 00123
2. ↑  《CIL》 IX, 04970 and 《CIL》 XI, 7555
3. ↑  《CIL》 III, 6176

- 《CIL》 VI, 41120 ;
- 《CIL》 XVI, 127 = CIL 03, p 2328,72 = ILSard-01, 00182 = ZPE-133-279 = AE 1898, 00078 = AE 2008, +00022 = AE 2008, +00613;
- 《CIL》 III, 8484 = CIL 03, 01790a (p 2328,121) = CIL 03, 06362a = D 03381 = CINar-01, 00011a;
- ILTG, 239 (AE 1934, 96) ;
- Maybe Année Épigraphique AE 1971, 208 ( AE 1974, no. 411)
- PIR C 973